# Fatoumata Kébé
Fatoumata Kébé (Montreuil (Sena-Saint Denis), 1985) es una astrónoma, astrofísica y educadora francesa, especializada en la contaminación del espacio.

## Biografía
Fatoumata Kébé nació en Montreuil en 1985. Su padre, operario de carretillas elevadoras, y su madre, empleada de la limpieza, eran originarios de la región de Kayes, en Malí. Creció en Noisy-le-Sec, donde aprobó el bachillerato científico.
Se interesó por el espacio al descubrir la enciclopedia astronómica de su padre a los ocho años. Tras licenciarse en Ingeniería mecánica en la Universidad Pierre y Marie Curie, obtuvo un máster en Mecánica de fluidos en la misma universidad, por lo que pasó su último año estudiando Ingeniería espacial en la Universidad de Tokio. A continuación, preparó un doctorado en Astronomía en el Instituto de Mecánica Celeste y Cálculo de Efemérides y defendió su tesis titulada Étude de l'influence des incréments de vitesse impulsnels sur les trajectoires de débris spatiaux (Estudio de la influencia de los incrementos de la velocidad de impulso en las trayectorias de los desechos espaciales), en la Universidad Pierre y Marie Curie en diciembre de 2016. Está especialmente interesada en los «desechos humanos» de la conquista espacial.
En 2015, fue uno de los rostros de la exposición Space Girls Space Women en el Museo de Artes y Oficios de París sobre las mujeres en el espacio.
Puso en marcha el proyecto «Connected Eco», con la colaboración de mujeres de Malí, para proteger el medio ambiente de la agricultura intensiva. El proyecto ganó el Premio a los Jóvenes Innovadores de la Unión Internacional de Telecomunicaciones. También es responsable de la Asociación Éphémérides, que organiza talleres de astronomía en barrios sensibles y miembro de dos asociaciones que promueven la carrera de las mujeres en la astronomía: Femmes et Sciences y Women in Aerospace.
En 2020 publicó su primer libro, El libro de la Luna (Blackie Books en castellano), donde explica la historia de nuestro satélite desde la vertiente científica, pero también desde el análisis de los mitos y las leyendas que las diversas civilizaciones le han otorgado. En 2018, la revista Vanity Fair la incluyó en la lista de las cincuenta personas más influyentes del año.